# 1975-ös Formula–1 argentin nagydíj
Az argentin nagydíj volt az 1975-ös Formula–1 világbajnokság szezonnyitó futama.

## Futam
| Helyezés | #  | Versenyző          | Csapat/Motor     | Körök | Idő/Kiesés oka  | Rajthely | Pontszám |
| -------- | -- | ------------------ | ---------------- | ----- | --------------- | -------- | -------- |
| 1        | 1  | Emerson Fittipaldi | McLaren-Ford     | 53    | 1:39:26,29      | 5        | 9        |
| 2        | 24 | James Hunt         | Hesketh-Ford     | 53    | + 5,91          | 6        | 6        |
| 3        | 7  | Carlos Reutemann   | Brabham-Ford     | 53    | + 17,06         | 3        | 4        |
| 4        | 11 | Clay Regazzoni     | Ferrari          | 53    | + 35,79         | 7        | 3        |
| 5        | 4  | Patrick Depailler  | Tyrrell-Ford     | 53    | + 54,25         | 8        | 2        |
| 6        | 12 | Niki Lauda         | Ferrari          | 53    | + 1:19,65       | 4        | 1        |
| 7        | 28 | Mark Donohue       | Team Penske-Ford | 52    | + 1 kör         | 16       |          |
| 8        | 6  | Jacky Ickx         | Lotus-Ford       | 52    | + 1 kör         | 18       |          |
| 9        | 9  | Vittorio Brambilla | March-Ford       | 52    | + 1 kör         | 12       |          |
| 10       | 22 | Graham Hill        | Lola-Ford        | 52    | + 1 kör         | 21       |          |
| 11       | 3  | Jody Scheckter     | Tyrrell-Ford     | 52    | + 1 kör         | 9        |          |
| 12       | 16 | Tom Pryce          | Shadow-Ford      | 51    | Erőátvitel      | 14       |          |
| 13       | 23 | Rolf Stommelen     | Lola-Ford        | 51    | + 2 kör         | 19       |          |
| 14       | 2  | Jochen Mass        | McLaren-Ford     | 50    | + 3 kör         | 13       |          |
| Kiesett  | 8  | Carlos Pace        | Brabham-Ford     | 46    | Motorhiba       | 2        |          |
| HN       | 20 | Arturo Merzario    | Williams-Ford    | 44    | Helyezés nélkül | 20       |          |
| Kiesett  | 27 | Mario Andretti     | Parnelli-Ford    | 27    | Erőátvitel      | 10       |          |
| Kiesett  | 14 | Mike Wilds         | BRM              | 24    | Motorhiba       | 22       |          |
| Kiesett  | 5  | Ronnie Peterson    | Lotus-Ford       | 15    | Motorhiba       | 11       |          |
| Kiesett  | 21 | Jacques Laffite    | Williams-Ford    | 15    | Váltó           | 17       |          |
| Kiesett  | 30 | Wilson Fittipaldi  | Fittipaldi-Ford  | 12    | Baleset         | 23       |          |
| Kizárva  | 18 | John Watson        | Surtees-Ford     | 6     | Kizárva         | 15       |          |
| NI       | 17 | Jean-Pierre Jarier | Shadow-Ford      | 0     | Erőátvitel      | 1        |          |

## Statisztikák
Vezető helyen:
- Carlos Reutemann: 25 (1-25)
- James Hunt: 9 (26-34)
- Emerson Fittipaldi: 19 (35-53)

Emerson Fittipaldi 13. győzelme, Jean-Pierre Jarier 1. pole-pozíciója, James Hunt 3. leggyorsabb köre.
- McLaren 13. győzelme.

## A világbajnokság állása a verseny után
Versenyzők
| Helyezés | Versenyző          | Pont |
| -------- | ------------------ | ---- |
| 1        | Emerson Fittipaldi | 9    |
| 2        | James Hunt         | 6    |
| 3        | Carlos Reutemann   | 4    |
| 4        | Clay Regazzoni     | 3    |
| 5        | Patrick Depailler  | 2    |

Konstrüktőrök
| Helyezés | Konstrüktőr  | Pont |
| -------- | ------------ | ---- |
| 1        | McLaren-Ford | 9    |
| 2        | Hesketh-Ford | 6    |
| 3        | Brabham-Ford | 4    |
| 4        | Ferrari      | 3    |
| 5        | Tyrrell-Ford | 2    |